# Die Huldigung der Künste

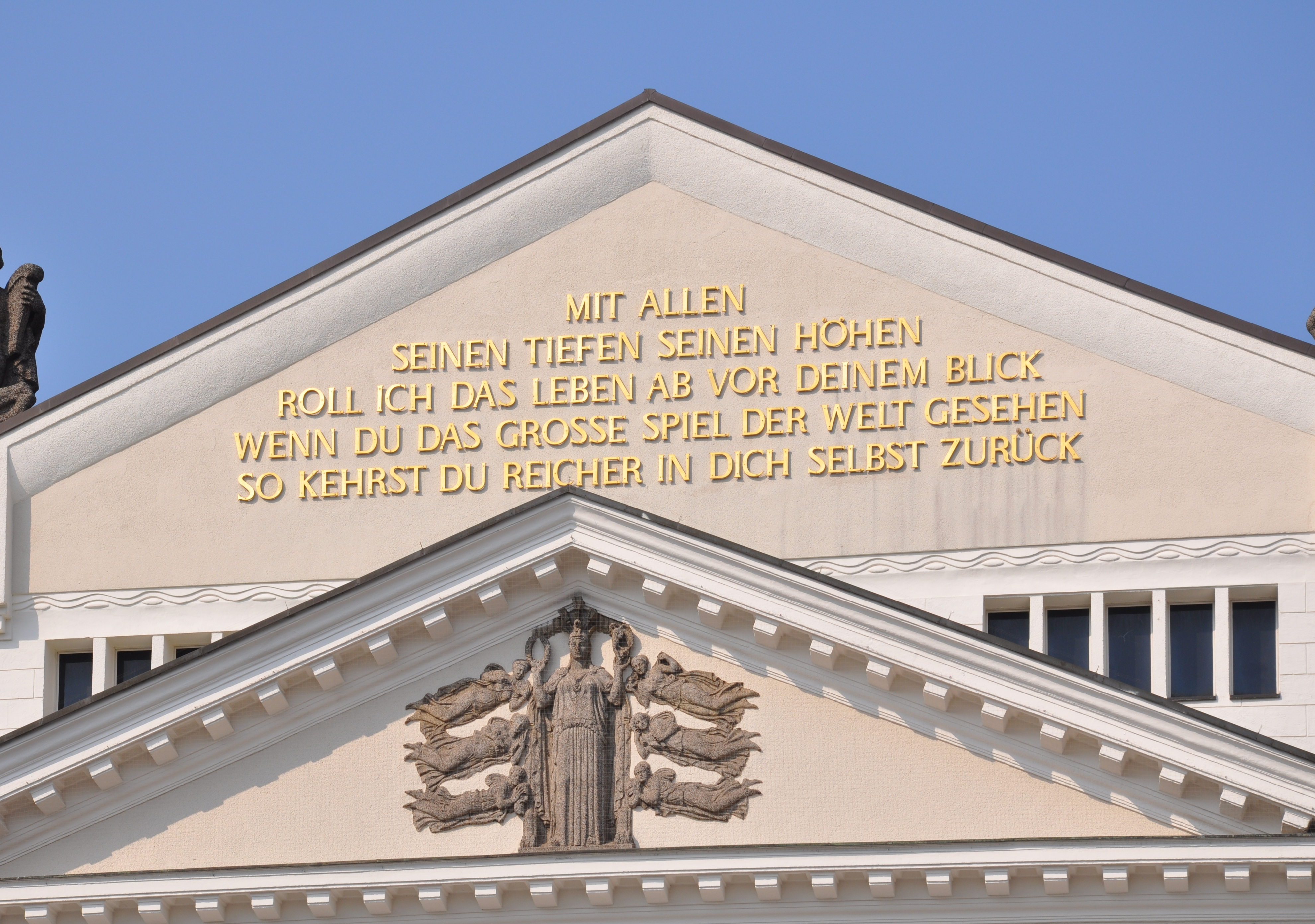
Giebel des Stadttheaters Duisburg mit einem Zitat aus der „Huldigung der Künste“

Die Huldigung der Künste ist ein dramatisches Gedicht von Friedrich von Schiller. Es wurde zu Ehren der Erbprinzessin Maria Pawlowna, Tochter des russischen Zaren Paul I., am 12. November 1804 in Weimar uraufgeführt und ist das letzte dramatische Werk Schillers.

## Handlung
Eine Bauernfamilie will zu Ehren ihrer neuen Königin ein großes Fest veranstalten, um ihr einen würdigen Empfang zu bereiten. Es wird ein Baum als Symbol der Heimat gepflanzt. Da erscheinen die sieben Künste: Architektur, Skulptur, Malerei, Poesie, Musik, Tanz und Schauspielkunst. Sie übernehmen die Begrüßung der neuen Herrscherin.
Der Schlusssatz des Gedichtes drückt das künstlerische Credo Friedrich Schillers aus:
Denn aus der Kräfte schön vereintem Streben / Erhebt sich, wirkend, erst das wahre Leben

## Zur Entstehung
Der Erbprinz Friedrich von Weimar hatte Maria Paulowna (Schwester Zar Alexanders I.) geheiratet. Schiller wirkte damals zusammen mit Johann Wolfgang Goethe am Weimarer Hoftheater und wurde beauftragt, zu Anlass des feierlichen Einzuges des Paares ein kleines Stück zu verfassen. Die Huldigung der Künste entstand – unter großem Zeitdruck – in nur vier Tagen.

## Werk im Volltext
- Die Huldigung der Künste im Project Gutenberg
- Die Huldigung der Künste im Projekt Gutenberg-DE
- Wissen im Netz – Die Huldigung der Künste